# Anders Wahlstedt
Anders Wahlstedt, född  17 juli 1964 på Östermalm, är en av Sveriges mest framgångsrika squashspelare genom tiderna. Som bäst var han rankad nummer 18 i världen. Han är en av de få svenskar som vunnit samtliga juniortitlar (U-14, U-16 samt U-19) (nu för tiden är juniortitlarna U13, U15, U17 och U19) och blivit Svensk seniormästare i squash. Han vann SM 1988 och 1992 och har också vunnit US National Championship i single samt US Open och North American Open i squash.
Efter squashkarriären arbetar Whalstedt som konsthandlare.